# Esmery-Hallon
Esmery-Hallon település Franciaországban, Somme megyében. Lakosainak száma 713 fő (2022. január 1.). Esmery-Hallon Flavy-le-Meldeux, Fréniches, Golancourt, Guiscard, Libermont, Eppeville, Hombleux és Muille-Villette községekkel határos.

## Népesség
A település népességének változása:
| Lakosok száma | 783  | 774  | 790  | 767  | 757  | 748  | 730  | 721  | 713  |
|               | 2013 | 2015 | 2016 | 2017 | 2018 | 2019 | 2020 | 2021 | 2022 |